# Карнеги, Уильям, 7-й граф Нортеск
Адмирал Уильям Карнеги, 7-й граф Нортеск (англ. William Carnegie, 7th Earl of Northesk; 10 апреля 1756 — 28 мая 1831) — шотландский пэр и британский военно-морской офицер, служивший во время Войны за независимость США, Французских революционных войн и Наполеоновских войн.

## Происхождение
Уильям Карнеги родился в графстве Хэмпшир 10 апреля 1756 года. Второй сын адмирала Джорджа Карнеги, 6-го графа Нортеска (1716—1792), и его жены леди Энн Лесли (1730—1779), старшей дочери Александра Лесли, 5-го графа Левена.

## Военно-морская карьера

### Ранняя карьера
Уильям Карнеги поступил на службу в Королевский флот в 1771 году на борт корабля HMS Albion. Позднее он служил на фрегате HMS Southampton, где он помогал в транспортировке королевы Дании через Ла-Манш, и на почтовом судне HMS Squirrel, на котором он отплыл на Ямайку в 1774 году, будучи еще мичманом. В начале 1777 года он был произведен в исполняющие обязанности лейтенанта на корабле HMS Nonsuch, прежде чем получил чин лейтенанта в декабре на корабле HMS Apollo на Североамериканской станции. Уильям Карнеги прослужил на Apollo чуть меньше двух лет, затем он был переведен под командование контр-адмирала сэра Джона Локхарда-Росса на линейный корабль HMS Royal George. На Royal George он в составе флота адмирала сэра Джорджа Родни был отправлен для снятия осады Гибралтара. На пути к Гибралтару британский флот участвовал в сражении 8 января 1780 года, где захватил большой испанский конвой. Уильям Карнеги участвовал в битве у мыса Сент-Винсент 16 января, которая расчистила путь британскому флоту, позволив им успешно достичь Гибралтара 25 января.
В начале 1780 года Уильям Карнеги был переведен на недавно восстановленный корабль HMS Sandwich, флагманский корабль контр-адмирала Локхарад-Родни, направленный на станцию Подветренных островов. В апреле Уильям Карнеги участвовал в битве при Мартинике, где двадцать линейных кораблей Родни сражались с двадцатью тремя линейными кораблями графа де Гишена. За свою службу во время битвы Уильям Карнеги был повышен контр-адмиралом Родни до коммандера. В январе 1781 года Уильям Карнеги принял в качестве командира на брандер HMS Blast. В начале 1782 года он передал командование 20-пушечному HMS Saint Eustatius, который был захвачен при взятии Синт-Эстатиуса, на котором присутствовал Уильям Карнеги.

### Пост-капитан

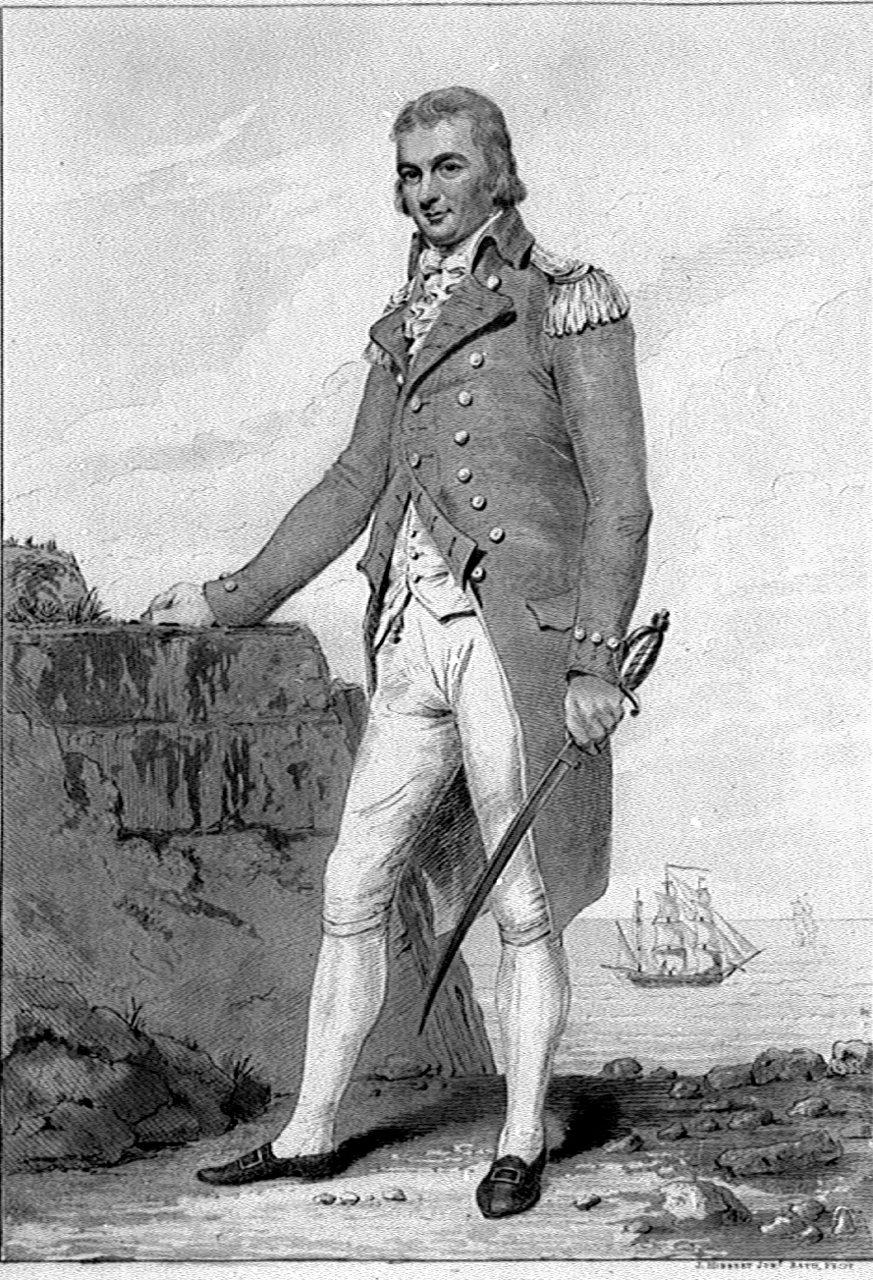
Уильям Карнеги в чине пост-капитана

В апреле 1782 года Уильям Карнеги был повышен до должности капитана и получил под командование фрегат HMS Enterprise, который недавно прибыл на базу на Подветренных островах из Англии. 4 октября Enterprise захватил американский 22-пушечный капер Mohawk у мыса Энн, который был принят в состав британского флота как HMS Mohawk. В конце американской войны за независимость в 1783 году Уильям Карнеги отплыл на Enterprise в Англию. Его старший брат Дэвид Карнеги умер в 1788 году, оставив его наследником своего отца и титула лорда Роузхилла. В 1790 году он ненадолго принял командование фрегатом HMS Heroine во время испанского вооружения, отказавшись от командования, когда эта угроза уменьшилась. 22 января 1792 года после смерти своего отца Уильям Карнеги унаследовал титул 7-го графа Нортеска (Пэрство Шотландии).
Уильям Карнеги продолжил свою службу на фрегатах в 1793 году, приняв командование HMS Beaulieu в январе и отправившись на нем к Подветренным островам, прежде чем вернуться в Англию позже в том же году на HMS Andromeda, сопровождая конвой . Его следующим настоящим командованием был новый 64-пушечный корабль HMS Monmouth с сентября 1796 года. Карнеги и Монмут были назначены на флот Северного моря адмирала Адама Дункана в том же году . 12 мая 1797 года многие корабли флота, включая Монмут, находились в Норе, когда начался мятеж в Норе. Уильям Карнеги был заперт в своей каюте своей мятежной командой до 6 июня, когда он предстал перед комитетом делегатов, который мятежники создали на Сэндвиче . Карнеги был выбран комитетом для передачи их условий королю из-за его репутации друга моряков. Отказавшись гарантировать какой-либо успех, Уильям Карнеги согласился передать условия и отплыл из Нора в Лондон . Он отвез условия мятежников в Адмиралтейство откуда Первый лорд Адмиралтейства лорд Спенсер отвез его к королю. Требования были отклонены, и другой офицер вернулся к мятежникам с ответом.
Вскоре после окончания мятежа Уильям Карнеги оставил командование Монмутом. Он оставался безработным в течение четырех лет. В октябре 1800 года он получил под командование 98-пушечный второразрядный корабль HMS Prince во Флоте Канала. Он командовал Prince до тех пор, пока он не получил жалованье в начале Амьенского мира в апреле 1802 года. Мир истек в мае 1803 года, и в июне Уильям Карнеги получил 100-пушечный перворазрядный корабль HMS Britannia, чтобы снова служить во флоте Канала адмирала Уильяма Корнуоллиса при блокаде Бреста . К концу года Britannia была размещена недалеко от острова Уайт для защиты от возможного вторжения со стороны Франции.

### Адмирал
Уильям Карнеги был повышен до чина контр-адмирала в апреле 1804 года, оставив Britannia своим флагманом и взяв Charles Bullen в качестве своего флагманского капитана. Он продолжал участвовал в блокаде Бреста, пока не был откомандирован с вице-адмиралом Робертом Колдером и двадцатью линейными кораблями для усиления флота вице-адмирала Катберта Коллингвуда в Кадисе в августе 1805 года, где укрывался объединенный франко-испанский флот адмирала Пьера-Шарля Вильнева . К октябрю Карнеги был третьим в командовании Средиземноморского флота под командованием вице-адмирала лорда Нельсона у Кадиса. Объединенный флот отплыл 18 октября, а британский флот подошел к ним 21 октября, чтобы сразиться в битве при Трафальгаре. Нельсон рассчитывал прорваться через объединенный флот двумя колоннами, и для этой цели Britannia находилась в наветренной колонне во главе с Нельсоном на корабле HMS Victory.
Уильям Карнеги продолжил службу во флоте после Трафальгарской битвы, перенеся свой флаг на 98-пушечный второразрядный корабль HMS Dreadnought до марта 1806 года. За участие в битве Карнеги был введен в Орден Бани 5 июня 1806 года . Он также получил благодарность от Палаты общин и лордов, а также от Лондонской корпорации и других организаций. Карнеги был повышен до чина вице-адмирала 28 апреля 1808 года и до чина адмирала 4 июня 1814 года, но, как и многие другие участники Трафальгарской битвы, больше не служил во время войны. 21 ноября 1821 года ему было предоставлено почетное звание контр-адмирала Соединённого королевства, и с 1827 по 1830 год он занимал пост главнокомандующего в Плимуте.

## Политическая карьера
В 1796—1807 и 1830—1831 годах Уильям Карнеги, как граф Нортеск, был одним из шотландских пэров-представителей в Палате лордов Великобритании. Впоследствии он принимал участие в парламентах 1802, 1806 и 1830 годов.

## Смерть
Уильям Карнеги умер 28 мая 1831 года на Олбемарл-стрит в Лондоне после непродолжительной болезни и был похоронен рядом с Нельсоном и Коллингвудом в склепе собора Святого Павла, где до сих пор можно увидеть его могилу и мемориальную плиту.

## Семья
9 декабря 1788 года в Париже Уильям Карнеги женился на Мэри Рикеттс (30 декабря 1768 — 20 ноября 1835), единственной дочери Уильяма Генри Рикеттса и Мэри Джервис, племяннице адмирала флота лорда Сент-Винсента. У супругов было девять детей:
- Леди Мэри Карнеги (3 октября 1789 — 7 марта 1875), она вышла замуж за Уолтера Лонга из Прешоу[англ.] в 1810 г.
- Мичман Джордж Карнеги, лорд Роузхилл (3 ноября 1791 — февраль 1807), погиб на корабле HMS Blenheim[2]
- Леди Энн Летиция Карнеги (10 июля 1793 — 25 февраля 1870)
- Уильям Хоуптаун Карнеги, 8-й граф Нортеск (6 октября 1794 — 5 декабря 1878), второй сын и преемник отца.
- Леди Элизабет Маргарет Карнеги (15 мая 1797 — 12 апреля 1886), она вышла замуж за генерала Фредерика Реннелла Теккерея[англ.] в 1825 году и родила восьмерых детей[25]
- Леди Джейн Кристиан Карнеги (14 ноября 1800 — 1 октября 1840)
- Достопочтенный Джон Джервис Карнеги (8 июля 1807 — 18 января 1892)
- Леди Джорджина Генриетта Карнеги (2 августа 1811 — 7 ноября 1827)
- Адмирал Достопочтенный Суинфен Томас Карнеги[англ.] (8 марта 1813 — 20 ноября 1879).